# Acrapex totalba
Acrapex totalba là một loài bướm đêm trong họ Noctuidae.